# مامادو سيديبي
مامادو سيديبي (بالفرنسية: Mamadou Sidibé)‏ (28 ديسمبر 1992 بمالي - ) هو لاعب كرة قدم مالي في مركز الوسط. لعب مع AS Police de Bamako ‏.

## وصلات خارجية
- مامادو سيديبي على موقع قاعدة بيانات كرة القدم.إي يو (الإنجليزية)